# Барринья
Барринья (порт. Barrinha) — муниципалитет в Бразилии, входит в штат Сан-Паулу. Составная часть мезорегиона Рибейран-Прету. Входит в экономико-статистический микрорегион Рибейран-Прету. Население составляет 28 164 человека на 2006 год. Занимает площадь 146,567 км². Плотность населения — 192,2 чел./км².

## История
Город основан 30 декабря 1953 года.

## Статистика
- Валовой внутренний продукт на 2003 год составляет 141 053 038,00 реалов (данные: Бразильский институт географии и статистики).
- Валовой внутренний продукт на душу населения на 2003 год составляет 5353,26 реала (данные: Бразильский институт географии и статистики).
- Индекс развития человеческого потенциала на 2000 год составляет 0,766 (данные: Программа развития ООН).

## География
Климат местности: субтропический. В соответствии с классификацией Кёппена, климат относится к категории Cfb.